# Кой е написал Библията?
„Кой е написал Библията?“ (на английски: Who Wrote the Bible?) е съвременно проучване с представяне на нов прочит на документалната хипотеза в контекста на развитието на Библеистиката през 80-те години на 20 век въз основа на археологическите разкрития в Палестина през 20 век.